# Oton II. od Chinyja
Oton II. (umro 1131. ili kasnije) bio je grof Chinyja u današnjoj Belgiji. Bio je sin grofa Arnoula i njegove prve supruge Adele. Naslijedio je svojeg oca na mjestu grofa Chinyja.

## Brak
Prije 1097., Oton je oženio Alisu od Namura, kćer Alberta III. od Namura i njegove supruge Ide. Ovo su djeca Alise i Otona:
- Ida (? — prije 1125.),[4] majka kraljice Adele od Engleske
- Oda (? — nakon 1134.)
- Hugo
- Albert od Chinyja
- Fridrik
- Adalbero, biskup Liègea
- Eustahije, lord Hesbayea[5]